# Gminy o nazwach różniących się od nazw ich siedzib
Nazwy polskich województw i powiatów ustalone zostały w formie przymiotnikowej, zawierają termin rodzajowy, odpowiednio „województwo” i „powiat”, a zapisywane są małymi literami, np. województwo dolnośląskie, powiat augustowski. W odróżnieniu od nich, nazwy gmin ustalone zostały w formie mianownikowej, pozbawione są terminu rodzajowego i zapisywane są wielką literą, np. Suchożebry, Komańcza.
Niemal wszystkie gminy mają ustalone nazwy identyczne z nazwami ich siedzib (ustalonych urzędowo, niekiedy faktyczna lokalizacja urzędu gminy jest inna). Istnieją jednak wyjątki – przeważnie są to gminy, których siedziba znajduje się w innej miejscowości niż ta, od której nazwano gminę; choć czasem sama nazwa gminy nie jest wiernym odzwierciedleniem nazwy jej siedziby. Istnieją przypadki, gdy urząd gminy faktycznie zlokalizowany jest w innej miejscowości niż ta, która oficjalnie została wyznaczona siedzibą gminy – takie miejscowości nie sa jednak uznawane za siedziby gmin.
1. Batorz (województwo lubelskie, powiat janowski) – siedziba od 2025: Batorz Pierwszy (1973–2024 Batorz[10][11])
2. Biała (województwo łódzkie, powiat wieluński) – siedziba od 2018: Biała Druga (1973–2017 Biała[10][7])
3. Bielany (województwo mazowieckie, powiat sokołowski) – siedziba: Bielany-Żyłaki
4. Biskupice (województwo małopolskie, powiat wielicki) – siedziba od 2012: Tomaszkowice (1973–2011 Trąbki[3])
5. Bodzanów (województwo mazowieckie, powiat płocki) – siedziba de iure od 2021: Chodkowo (1973–2020 Bodzanów[12]); siedziba de facto: Bodzanów
6. Bodzechów (województwo świętokrzyskie, powiat ostrowiecki) – siedziba: Ostrowiec Świętokrzyski
7. Bystra-Sidzina (województwo małopolskie, powiat suski) – siedziba: Bystra Podhalańska
8. Chełm (województwo lubelskie, powiat chełmski) – siedziba: Pokrówka
9. Czarna (województwo podkarpackie, powiat bieszczadzki) – siedziba: Czarna Górna
10. Czorsztyn (województwo małopolskie, powiat nowotarski) – siedziba: Maniowy (1973–1994 Czorsztyn[13])
11. Dobra (Szczecińska) (województwo zachodniopomorskie, powiat policki) – siedziba: Dobra
12. Głusk (województwo lubelskie, powiat lubelski) – siedziba od 2015: Dominów (1973–1988 Głusk, 1989–2014 Lublin)
13. Godziszów (województwo lubelskie, powiat janowski) – siedziba: Godziszów Trzeci (1973–2023 Godziszów[8])
14. Grabówka (województwo podlaskie, powiat białostocki) – siedziba: Zaścianki[14]
15. Grunwald (województwo warmińsko-mazurskie, powiat ostródzki) – siedziba: Gierzwałd
16. Igołomia-Wawrzeńczyce (województwo małopolskie, powiat krakowski) – siedziba: Wawrzeńczyce
17. Izabelin (województwo mazowieckie, powiat warszawski zachodni) – siedziba: Izabelin C
18. Jabłonna (województwo lubelskie, powiat lubelski) – siedziba: Jabłonna-Majątek
19. Jerzmanowice-Przeginia (województwo małopolskie, powiat krakowski) – siedziba: Jerzmanowice
20. Karczmiska (województwo lubelskie, powiat opolski) – siedziba: Karczmiska Pierwsze
21. Kocmyrzów-Luborzyca (województwo małopolskie, powiat krakowski) – siedziba: Luborzyca
22. Konopnica (województwo lubelskie, powiat lubelski) – siedziba: Kozubszczyzna
23. Liw (województwo mazowieckie, powiat węgrowski) – siedziba: Węgrów
24. Lubawa (województwo warmińsko-mazurskie, powiat iławski) – siedziba: Fijewo
25. Lubicz (województwo kujawsko-pomorskie, powiat toruński) – siedziba: Lubicz Dolny
26. Masłów (województwo świętokrzyskie, powiat kielecki) – siedziba: Masłów Pierwszy
27. Michałowice (województwo mazowieckie, powiat pruszkowski) – siedziba od 2013: Reguły (1973–2012 Michałowice (-Osiedle)[4])
28. Milejów (województwo lubelskie, powiat łęczyński) – siedziba: Milejów-Osada
29. Mycielin (województwo wielkopolskie, powiat kaliski) – siedziba: Słuszków
30. Nowe Miasto Lubawskie (województwo warmińsko-mazurskie, powiat nowomiejski) – siedziba: Mszanowo
31. Nowe Skalmierzyce (województwo wielkopolskie, powiat ostrowski) – siedziba: Skalmierzyce
32. Nowosolna (województwo łódzkie, powiat łódzki wschodni) – siedziba od 1988: Łódź (1973–1987 Nowosolna)
33. Ostrówek (województwo lubelskie, powiat lubartowski) – siedziba: Ostrówek-Kolonia
34. Popów (województwo śląskie, powiat kłobucki) – siedziba od 2005: Zawady (1973–2004 Popów[15])
35. Pruszcz Gdański (województwo pomorskie, powiat gdański) – siedziba od 2018: Juszkowo (1973–2017 Pruszcz Gdański)[7]
36. Radziechowy-Wieprz (województwo śląskie, powiat żywiecki) – siedziba: Wieprz
37. Redzikowo (województwo pomorskie, powiat słupski) – siedziba: Słupsk[8]
38. Rokiciny (województwo łódzkie, powiat tomaszowski) – siedziba de iure: Rokiciny[16], siedziba de facto: Rokiciny-Kolonia
39. Rutki (województwo podlaskie, powiat zambrowski) – siedziba: Rutki-Kossaki
40. Ryńsk (województwo kujawsko-pomorskie, powiat wąbrzeski) – siedziba: Wąbrzeźno[6]
41. Skarbimierz (województwo opolskie, powiat brzeski) – siedziba: Skarbimierz-Osiedle
42. Słupia Konecka (województwo świętokrzyskie, powiat konecki) – siedziba: Słupia[7]
43. Solina (województwo podkarpackie, powiat leski) – siedziba: Polańczyk
44. Szydłowo (województwo wielkopolskie, powiat pilski) – siedziba: Jaraczewo
45. Świerklany (województwo śląskie, powiat rybnicki) – siedziba de iure Jankowice-Rybnickie[17]; siedziba de facto od 2018: Świerklany
46. Terespol (województwo lubelskie, powiat bialski) – siedziba od 2014: Kobylany (1973–2013 Terespol[5])
47. Trzeszczany (województwo lubelskie, powiat hrubieszowski) – siedziba: Trzeszczany Pierwsze (do końca 1999 Trzeszczany)
48. Uścimów (województwo lubelskie, powiat lubartowski) – siedziba od 2012: Stary Uścimów (1973–2011 Uścimów[10][18])
49. Wólka (województwo lubelskie, powiat lubelski) – siedziba: Jakubowice Murowane